# Circonscription de Degem
La circonscription de Degem est une des 177 circonscriptions législatives de l'État fédéré Oromia, elle se situe dans la Zone Nord Shoa. Sa représentante actuelle est Beqelech Fiye Jero. 